# Cryomyia perparvus
Cryomyia perparvus är en tvåvingeart som först beskrevs av Roberts 1928.  Cryomyia perparvus ingår i släktet Cryomyia och familjen svävflugor. Inga underarter finns listade i Catalogue of Life.